# Henry Nielsen
Fyrtårnet og Bivognen "Dødsbokseren" - 1926 
 Der er flere personer med dette navn, se Henry Nielsen (flertydig).
Niels Henry Nielsen (1. november 1890, København − 12. maj 1967, Sundby) var en dansk skuespiller.
Han havde sin filmdebut i 1911, og blev især brugt i biroller.
I 1915 havde han debut på teatret og var ansat på Sønderbro Teater 1917-1918, Casino og Nørrebros Teater 1918-1928. Senere arbejdede han på Scala og Apollo Teatret og som freelance.
Han er begravet på Sundby Kirkegård.

## Filmografi
- Ud i den kolde sne – 1934
- Lynet – 1934
- Min kone er husar – 1935
- Millionærdrengen – 1936
- I folkets navn – 1938
- Sommerglæder – 1940
- Niels Pind og hans dreng – 1941
- Tak fordi du kom, Nick – 1941
- En søndag på Amager – 1941
- Thummelumsen – 1941
- Alle mand på dæk – 1942
- Frøken Vildkat – 1942
- Søren Søndervold – 1942
- Tyrannens fald – 1942
- Lykken kommer – 1942
- Regnen holdt op – 1942
- Alt for karrieren – 1943
- Det ender med bryllup – 1943
- Op med humøret – 1943
- Kriminalassistent Bloch – 1943
- Bedstemor går amok – 1944
- Teatertosset – 1944
- To som elsker hinanden – 1944
- Spurve under taget – 1944
- Elly Petersen – 1944
- Otte akkorder – 1944
- En ny dag gryer – 1945
- Affæren Birte – 1945
- Panik i familien – 1945
- Oktoberroser – 1946
- Brevet fra afdøde – 1946
- Hans store aften – 1946
- Jeg elsker en anden – 1946
- Op med lille Martha – 1946
- Så mødes vi hos Tove – 1946
- De pokkers unger – 1947
- Sikken en nat – 1947
- Familien Swedenhielm – 1947
- Når katten er ude – 1947
- Stjerneskud – 1947
- Ta', hvad du vil ha' – 1947
- Mens porten var lukket – 1948
- Tre år efter – 1948
- I de lyse nætter – 1948
- Den stjålne minister – 1949
- For frihed og ret – 1949
- Lejlighed til leje – 1949
- Berlingske Tidende (film) – 1949
- Kampen mod uretten – 1949
- Min kone er uskyldig – 1950
- Historien om Hjortholm – 1950
- Mosekongen – 1950
- Vores fjerde far – 1951
- Fra den gamle købmandsgård – 1951
- Bag de røde porte – 1951
- Nålen – 1951
- Dorte – 1951
- Ta' Pelle med – 1952
- Rekrut 67 Petersen – 1952
- Kærlighedsdoktoren – 1952
- Avismanden – 1952
- Vi arme syndere – 1952
- Den gamle mølle på Mols – 1953
- Sønnen – 1953
- Ved Kongelunden – 1953
- Himlen er blå – 1954
- I kongens klær – 1954
- Jan går til filmen – 1954
- Vores lille by – 1954
- Bruden fra Dragstrup – 1955
- Tre finder en kro – 1955
- Hvad vil De ha'? – 1956
- Den kloge mand (1956) – 1956
- Den store gavtyv – 1956
- Færgekroen – 1956
- Kristiane af Marstal – 1956
- Far til fire og onkel Sofus – 1957
- Sønnen fra Amerika – 1957
- Tag til marked i Fjordby – 1957
- Tre piger fra Jylland – 1957
- Far til fire på Bornholm – 1959
- Pigen i søgelyset – 1959
- Eventyrrejsen – 1960
- Eventyr på Mallorca – 1961
- Komtessen – 1961
- Støvsugerbanden – 1963
- Alt for kvinden – 1964
- Ih, du forbarmende – 1964
- Een pige og 39 sømænd – 1965
- Sytten – 1965
- Hold da helt ferie – 1965
- En ven i bolignøden – 1965
- Der var engang – 1966
- Flagermusen (film) – 1966
- Soyas tagsten – 1966
- Min kones ferie – 1967